# Садовий Сергій Васильович
Сергій Васильович Садовий (нар. 18 лютого 1969, Єнакієве) — радянський та український футболіст, що грав на позиції захисника. Найбільш відомий за виступами у складі краснопільського «Явора», в якому зіграв понад 200 матчів у чемпіонатах України, відомий також за виступами у низці українських клубів різних ліг.

## Кар'єра футболіста
Сергій Садовий народився в Єнакієвому, а свою футбольну кар'єру розпочав у складі севастопольської «Чайки», яка виступала в другій союзній лізі, в 1989 році. У 1990 році футболіст повернувся до рідного міста, де виступав за аматорську команду «Південьсталь». Після проголошення незалежності України Садовий розпочав виступи в команді «Явір» із Краснопілля, яка грала спочатку в перехідній лізі, а наступного сезону вийшла до другої української ліги. Протягом трьох років футболіст був одним із основних гравців захисту краснопільської команди, а в 1994 році Сергій Садовий отримав запрошення від команди вищої ліги «Нива» з Тернополя. Проте в «Ниві» Садовий зіграв лише 1 матч чемпіонату, та повернувся до Краснопілля, де знову став гравцем основного складу команди, а разом із командою переможцем турніру другої ліги. На початку 1995 року футболіст став гравцем команди першої ліги «Темп-Адвіс», яка виникла після переїзду шепетівського «Темпа» до Хмельницького, проте зігав у цій команді лише кілька матчів, і знову повернувся до краснопільської команди, де й надалі був гравцем основного складу. На початку 2000 року Сергій Садовий разом із своїм партнером по команді Сергієм Завгороднім перейшов до іншої першолігової команди — луцької «Волині». Проте в команді він не був гравцем основи, відігравши за другу половину сезон лише 7 матчів чемпіонату, а за першу половину сезону 2000—2001 ще 12 матчів, після чого покинув клуб. Лише в липні 2001 року він знайшов собі новий клуб — «Вінниця» з однойменного міста, яка також грала в першій лізі. Проте в цій команді Садовий грав лише півроку, і вже на початку 2002 року перейшов до «Авангарда-Інтера» з Ровеньок. Проте й у цій команді футболіст виступав лише протягом півроку, після чого перейшов до складу івано-франківського «Прикарпаття». У цій команді Сергій Садовий також виступав лише півроку, після чого завершив виступи у професійному футболі.

## Досягнення
- Переможець другої ліги: 1995